# Dłużek (szczyt)
Dłużek (niem. Repprichts-Berg) – szczyt (592 m n.p.m.) w północnej części Grzbietu Wschodniego w Górach Kaczawskich. Leży między Marcińcem a Chmielarzem, w grzbiecie ciągnącym się na zachód od Bukowinki poprzez Marciniec, Rogacz, Dłużek, Chmielarz, Polankę, Trzciniec, Zadorę i Lipną nad Wojcieszowem.
Zbudowany jest ze staropaleozoicznych skał metamorficznych pochodzenia wulkanicznego – zieleńców i łupków zieleńcowych oraz pochodzenia osadowego – fyllitów, łupków albitowo-serycytowych, chlorytowo-serycytowych i kwarcowo-serycytowych, należących do metamorfiku kaczawskiego.
Masyw jest porośnięty lasem świerkowym.